# Mauro Galvão
Mauro Geraldo Galvão (Porto Alegre, 19 december 1961) – alias Mauro Galvão – is een Braziliaans voormalig betaald voetballer. Mauro Galvão, een verdediger, speelde vaak als libero. Hij speelde 24 interlands voor Brazilië en nam deel aan het WK 1986 en WK 1990. In 1989 won Mauro Galvão met Brazilië de Copa América.

## Biografie
In eigen land speelde Mauro Galvão achtereenvolgens voor Internacional, Bangu, Botafogo, Grêmio en Vasco da Gama. Tussen 1990 en 1996 was Mauro Galvão actief in Zwitserland, met FC Lugano. In 1993 won Galvão de Swiss Cup met Lugano. Het werd zijn enige avontuur buiten Zuid-Amerika. Galvão werd viermaal Braziliaans landskampioen, waarvan twee keer met Vasco da Gama (1997 en 2000). De overige landstitels veroverde Galvão eerder al met Internacional (1979) en Grêmio (1996). Met die laatste club won Galvão ook de Copa do Brasil in 2001. Galvão was profvoetballer van 1979 tot 2001. Galvão nam met Brazilië deel aan de Olympische Zomerspelen 1984 in Los Angeles en won de zilveren medaille. De verdediger vertegenwoordigde Brazilië twee keer op een WK, namelijk het WK 1986 en het WK 1990.
Galvão werd na zijn spelersloopbaan actief als voetbaltrainer. Hij coachte onder meer zijn ex-clubs Vasco da Gama en Botafogo.

## Erelijst
| Competitie                             |               |               |               |               |
| Competitie                             | Aantal        | Jaren         |               |               |
| Internacional                          | Internacional | Internacional | Internacional | Internacional |
| -------------------------------------- | ------------- | ------------- | ------------- | ------------- |
| Campeonato Brasileiro Série A          | 1x            | 1979          |               |               |
| Lugano                                 |               |               |               |               |
| Zwitserse voetbalbeker                 | 1x            | 1993          |               |               |
| Grêmio                                 |               |               |               |               |
| Campeonato Brasileiro Série A          | 1x            | 1996          |               |               |
| Copa do Brasil                         | 1x            | 2001          |               |               |
| Vasco da Gama                          |               |               |               |               |
| Campeonato Brasileiro Série A          | 2x            | 1997, 2000    |               |               |
| Copa Libertadores                      | 1x            | 1998          |               |               |
| Wereldkampioenschap voetbal voor clubs | 1x            | 2000          |               |               |

| Competitie                      |          |          |          |          |
| Competitie                      | Aantal   | Jaren    |          |          |
| Brazilië                        | Brazilië | Brazilië | Brazilië | Brazilië |
| ------------------------------- | -------- | -------- | -------- | -------- |
| Copa América                    | 1x       | 1989     |          |          |
| Brazilië onder 23               |          |          |          |          |
| Olympisch kampioenschap voetbal | 1x       | 1984     |          |          |

| Logo van de Olympische Spelen | Goud | Zilver | Brons | Logo van de Olympische Spelen |
|                               | 0    | 1      | 0     |                               |